# Efferia affinis
Efferia affinis este o specie de muște din genul Efferia, familia Asilidae. A fost descrisă pentru prima dată de Luigi Bellardi în anul 1861. Conform Catalogue of Life specia Efferia affinis nu are subspecii cunoscute.